# Economia de Ruanda
Ruanda é um país pobre de economia militarizada onde 90% da sua população trabalha na agricultura, principalmente a de subsistência, além de uma pequena produção mineral e processamento de produtos agrícolas.  É o país mais densamente povoado da África, tem poucos recursos naturais e um setor industrial extremamente pequeno. Atualmente o turismo é a principal fonte de renda do país, e desde 2008 a mineração ultrapassou o café e o chá como principal fonte de produtos para exportação. As exportações sofreram uma queda em 2009 e 2010 como consequência da retração económica global.

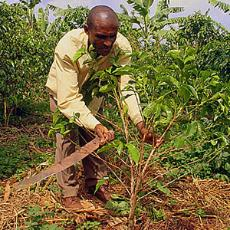
Cultivo de café em Ruanda.

A agricultura representava 33% da economia do país em 2012. Durante muitos anos o país dependeu do café como seu cultivo principal, mas o congelamento do preço da mercadoria a pedido do FMI levou ao incremento da corrupção. A queda dos preços internacionais do café em 1989 provocou uma grande queda na paridade do poder de compra e aumentou as tensões domésticas.
A economia sofreu violentamente com o genocídio de 1994, devido à enorme perda de vidas humanas, à impossibilidade de conservar a infraestrutura do país, aos saques e ao abandono das plantações. Isto provocou uma enorme queda do PIB e destruiu a capacidade do país em atrair investimentos internos e externos. Depois disso a economia se recuperou, e o PIB per capita atingiu 1.592 dólares internacionais em 2013 contra 416 em 1994.
Ruanda tem poucos recursos naturais, e a economia se baseia principalmente na agricultura de subsistência praticada com ferramentas simples. Cerca de 90% da população está no campo, e a agricultura respondia por 42,1% do PIB em 2010.

## Comércio exterior
Em 2018, o país foi o 138º maior exportador do mundo (US $ 2,0 bilhões em mercadorias, menos de 0,1% do total mundial). Já nas importações, em 2019, foi o 166º maior importador do mundo: US $ 1,1 bilhões. O país tem recebidop investimento militar dos Estados Unidos desde a década de 1990.

## Setor primário

### Agricultura
Ruanda produziu, em 2019:
- 2,6 milhões de toneladas de banana;
- 1,2 milhões de toneladas de batata doce;
- 1,1 milhões de toneladas de mandioca;
- 973 mil toneladas de batata;
- 484 mil toneladas de feijão;
- 421 mil toneladas de milho;
- 256 mil toneladas de abóbora;
- 171 mil toneladas de taro;
- 159 mil toneladas de sorgo;
- 131 mil toneladas de arroz;
- 114 mil toneladas de cana-de-açúcar;
- 105 mil toneladas de tomate;
- 36 mil toneladas de abacaxi;
- 31 mil toneladas de chá;
- 29 mil toneladas de café;
- 5,4 mil toneladas de tabaco;

Além de outras produções de outros produtos agrícolas. Produtos como banana, abacaxi, chá, café, e tabaco são produtos de alto valor, voltados à exportação.

### Pecuária
Na pecuária, Ruanda produziu, em 2019, 174 milhões de litros de leite de vaca, 72 milhões de litros de leite de cabra, 8 milhões de litros de leite de ovelha, 33 mil toneladas de carne bovina, 20 mil toneladas de carne de cabra, 19 mil toneladas de carne de frango, 9 mil toneladas de carne suína, entre outros.

## Setor secundário

### Indústria
O Banco Mundial lista os principais países produtores a cada ano, com base no valor total da produção. Pela lista de 2019, Ruanda tinha a 144ª indústria mais valiosa do mundo (US $ 0,86 bilhões).

### Mineração
Em 2019, o país era o o 7º maior produtor mundial de tungstênio  e o 12º maior produtor mundial de estanho. O país também tem alguma extração de ouro, safira e coltan.